# Administrativní dělení Egypta
Egypt je kvůli administrativním účelům rozdělen na 27 guvernorátů. Guvernorát je spravovaný guvernérem, který je do své funkce jmenován prezidentem. Většina guvernorátů má hustotu osídlení vyšší než 1000 obyvatel/km2, přičemž tři největší ji mají naopak menší než dva obyvatele na km2.
Guvernoráty by se daly dělit na dva druhy: čistě městské a venkovské. Rozdíl mezi nimi je především v životní úrovni jeho obyvatelstva. Čistě městské guvernoráty se navíc dělí na takzvané markazy (regiony), tedy oblasti s více městy či vesnicemi. Přesto může guvernorát obsahovat pouze jedno město, jako je tomu v případě Káhiry a Alexandrie. Tyto dva guvernoráty jsou pak rozdělené na menší okresy. Káhira se dělí na 26 okresů a Alexandrie na šest.
Mimoměstské provincie v Horním Egyptě a podél Suezského průplavu jsou pojmenované podle jejich hlavních měst, kdežto provincie v deltě Nilu a v pouštích mají název odlišný.
Dva nové guvernoráty byly vytvořeny v dubnu 2008, jmenovitě Helwán a 6. října. Obě zmíněné provincie se v dubnu 2011 opět připojily ke svým bývalým guvernorátům Káhiře a Gíze. Zatím posledním guvernorátem, který byl založen, je Luxor. K jeho vzniku došlo v prosinci 2009.
| Název            | Rozloha [km²] | Populace (2012) | Hlavní město  |
| ---------------- | ------------- | --------------- | ------------- |
| Alexandrie       | 2 300         | 4 509 000       | Alexandrie    |
| al-Bahr al-Ahmar | 120 000       | 321 000         | Hurghada      |
| al-Vádí al-Gadíd | 440 098       | 208 000         | Charga        |
| Asijút           | 13 720        | 3 888 000       | Asijút        |
| Asuán            | 62 726        | 1 323 000       | Asuán         |
| Baní Suwajf      | 10 954        | 2 597 000       | Baní Suwajf   |
| Buhajra          | 9 826         | 5 327 000       | Damanhúr      |
| Daqahlíja        | 3 538         | 5 559 000       | al-Mansúra    |
| Dumját           | 910           | 1 240 000       | Damietta      |
| Fajjúm           | 6 068         | 2 882 000       | Fajjúm        |
| Gharbíja         | 1 942         | 4 439 000       | Tanta         |
| Gíza             | 13 184        | 6 979 000       | Gíza          |
| Ismailia         | 5 067         | 1 077 000       | Ismailia      |
| Jižní Sinaj      | 31 272        | 159 000         | El-Tor        |
| Kafr aš-Šajch    | 3 467         | 2 940 000       | Kafr aš-Šajch |
| Káhira           | 3 085         | 8 762 000       | Káhira        |
| Kaljúbíja        | 1 124         | 4 754 000       | Banhá         |
| Kená             | 8 980         | 2 801 000       | Kená          |
| Luxor            | 2 960         | 1 064 000       | Luxor         |
| Matrúh           | 166 563       | 389 000         | Mersa Matrúh  |
| Minjá            | 32 279        | 4 701 000       | Minjá         |
| Minúfija         | 2 499         | 3 657 000       | Šibin el-Kom  |
| Port Said        | 1 345         | 628 000         | Port Said     |
| Severní Sinaj    | 27 564        | 395 000         | Aríš          |
| Súhág            | 11 218        | 4 211 000       | Súhág         |
| Suez             | 9 002         | 576 000         | Suez          |
| Šarkíja          | 4 911         | 6 010 000       | Zakázík       |